# Tygiel Kultury
 Tygiel Kultury – ogólnopolskie czasopismo społeczno-kulturalne, wydawane w Łodzi. Ukazuje się od stycznia 1996, początkowo w rytmie miesięcznym, a od 1999 kwartalnym, chociaż zachowało nazwę miesięcznik. W 2014 nie ukazał się żaden numer.
Redaktorem naczelnym od początku był Zbigniew W. Nowak. Współautorem koncepcji czasopisma był poeta Zbigniew Dominiak, który do śmierci (5 lutego 2002) pełnił funkcję redaktora merytorycznego. W 2002 do redakcji dołączyła Krystyna Stołecka, od 2004 obejmując stanowisko zastępcy redaktora naczelnego. Obecnie redaktorem naczelnym pisma jest Andrzej Strąk.
Każdy z zeszytów czasopisma ma swoje hasło przewodnie, zazwyczaj bardzo pojemne tematycznie, przykładowo: Opisanie pisania, Sztuka przekładu, Kult – zbiorowa hipnoza, Ja-Ty Ja-To. Na tym tle wyróżnia się grupa numerów „narodowych”, każdy poświęcony kulturze i problematyce społecznej jednego kraju bądź narodu (wyszły np. numery czeski, bułgarski, serbski) oraz numery okazjonalne, takie jak wydany na 60. rocznicę likwidacji Litzmannstadt Ghetto (4-6/2004), albo poświęcony Zbigniewowi Dominiakowi (4-6/2007). W ostatnich latach ukazały się numery: ...i sny (1-3/2012), Niemcy nie Niemcy (4-6/2012), Nie tylko język obcy (7-9/2012), W drogę! (10-12/2012), Zrozumieć człowieka (1-6/2013).
Oprawę graficzną tworzą: redaktor graficzny Andrzej Chętko i autor okładek oraz winiety czasopisma Zbigniew Koszałkowski. Okładki „Tygla Kultury” zostały nagrodzone w I edycji (2003) Konkursu Projektowania Prasowego „Chimera”, organizowanego przez magazyn „Media i Marketing Polska”.
Zbigniew W. Nowak, redaktor naczelny „Tygla”, został nagrodzony (2001) przez Niezależną Fundację Popierania Kultury Polskiej – Polcul (nominował go Jerzy Giedroyc).
Jako redaktorzy figurują w stopce redakcyjnej Jerzy Jarniewicz i Zdzisław Jaskuła. Zespół tworzą: Andrzej Biskupski, Tomasz Bocheński, Tomasz Cieślak, Małgorzata Golicka-Jabłońska, Wojciech Górecki, Ryszard Kleszcz, Maria Kornatowska, Anna Kuligowska-Korzeniewska, Gustaw Romanowski, Teresa Sikorska, Lucyna Skompska, M. Magdalena Starzycka, Andrzej Strąk, Konrad W. Tatarowski, Krzysztof Woźniak. Stałymi współpracownikami są: Tomasz Cieślak-Sokołowski, Leszek Engelking, Renata Jabłońska (Tel Awiw), Wojciech Ligęza, Georgi Minczew, Jan Morawicki, Olga Nadskakuła, Maciej Niemiec (Paryż), Ivan Petrov, Roman A. Sacharov (Petersburg), Henryk Skwarczyński (Chicago), Piotr Sobolczyk, Michał Stołecki, Adam Szyper (Nowy Jork), Urszula Usakowska-Wolff (Berlin), Janko Vujinović i  Dariusz Wołodźko.   

## Biblioteka „Tygla Kultury”
Seria wydawnicza Fundacji ANIMA poświęcona szeroko rozumianej tematyce łódzkiej (z pewnymi wyjątkami). Książki nie mają ujednoliconego formatu, ani szaty graficznej. Do 2009 ukazało się w tej serii ponad 40 tomów. Wśród autorów znajdują się m.in. Andrzej Braun, Jerzy Jochimek, Stefan Miecznikowski i Arnold Mostowicz. W Bibliotece „Tygla Kultury” ukazywały się także przekłady, m.in. dwutomowy wybór wierszy Ivana Wernischa, wybory poezji Vytautasa Blože i Gintarasa Grajauskasa, powieści Janko Vujinovicia i Danieli Hodrovej.

## Działalność pozawydawnicza

### Nagroda „Tygla Kultury” – Sprężyna
Przeznaczona dla działaczy kultury z Łodzi lub regionu łódzkiego, według materiałów organizatora: „jest honorowym wyróżnieniem za działania wykraczające poza zwyczajowo przyjęte obowiązki, wprowadzające ożywczy ferment w umysłowe życie środowiska, Łodzi, regionu...”. Nagroda narodziła się w redakcji łódzkiego czasopisma „Kalejdoskop”, przyznawana była do 1991, po kilkuletniej przerwie została w 1999 reaktywowana przez „Tygiel Kultury”. Statuetkę każdorazowo projektuje inny artysta. Fundatorką nagrody jest Małgorzata Badowska.
- 1988 – Paweł Nowicki
- 1989 – Józef Robakowski
- 1990 – Jerzy Grzegorski
- 1990 – Adam Klimczak
- 1991 – Ryszard Waśko
- 1999 – Marcel Szytenchelm
- 2000 – Antoni Szram
- 2002 – Joanna Podolska
- 2004 – Marek Janiak (projekt statuetki Wojciech Gryniewicz)
- 2008 – Jadwiga i Janusz Paweł Tryzno (projekt statuetki Zbigniew Sałaj)
- 2011 – Mieczysław Brunon Michalski (projekt statuetki Joanna i Leszek Jankowscy)

### Nagroda im. Zbigniewa Dominiaka
Wyróżnienie dla tłumaczy poezji polskiej na języki słowiańskie, za całokształt dorobku translatorskiego. Nagroda w wysokości 10 tys. złotych ufundowana została przez Małgorzatę Badowską i objęta jest patronatem Ministra Spraw Zagranicznych RP.
- 2003 – Karol Chmel (Słowacja)
- 2004 – Biserka Rajčić (Serbia)
- 2005 – Natalia Astafiewa i Włodzimierz Britaniszski (Rosja)
- 2007 – Václav Burian (Czechy)
- 2012 – Andrej Chadanowicz (Białoruś)

### Konkurs Poetycki dla Młodych Twórców im. Z. Dominiaka
Pełna nazwa: Konkurs Poetycki dla Młodych Twórców im. Zbigniewa Dominiaka „Moje Świata Widzenie” organizowany od 2003 przez Bałucki Ośrodek Kultury „Rondo” w Łodzi i redakcję „Tygla Kultury”.